# 마지 쇼트
마지 쇼트(Marge Schott, 1928년 8월 18일 ~ 2004년 3월 2일)는 미국 프로 야구 리그 메이저 리그 베이스볼 (MLB) 팀 신시내티 레즈의 전 구단주이다. 구단주 재직 시절 아프리카계 미국인을 비롯해 유태인, 일본인 등을 향해 차별을 일삼아 논란을 일으켰으며, 나치 지도자 아돌프 히틀러를 지지하는 발언을 해 더 큰 비난에 휩싸였다. 결국 계속된 압박 끝에 1999년 팀을 팔았다.

## 같이 보기
- 신시내티 레즈